# Tomàs Gargall
Tomàs Gargall (Collbató, 1536 – Illa de Malta, 10 de juny de 1614) era un monjo de l'orde de Sant Joan de Jerusalem i bisbe de Malta de 1578 a 1614.

## Biografia
De petit va entrar d'escolà al monestir de Montserrat, va exercir de prevere a Barcelona i va ingressar a l'orde de Sant Joan de Jerusalem (o de Malta). L'11 d'agost de 1578 va accedir al càrrec de bisbe de Malta, que va exercir fins a la seva mort. El seu exercici va estar vinculat al creixement de la ciutat de La Valetta després que l'orde de Sant Joan de Malta s'hi traslladés des de La Vittoriosa, amb la instal·lació de nous ordes religiosos i la construcció de moltes esglésies noves a la capital de l'illa. Gargall és recordat a Malta pel gran nombre de parròquies que va establir a l'illa: Kirkop i Tarxien (1592), Mqabba i Safi (1598), Mosta (1608) i Gharghur (1610).
També va destacar pels seus enfrontaments amb els grans mestres de l'orde de Sant Joan de Malta, especialment amb La Cassiere. Sembla que l'origen dels enfrontaments va ser la negativa de l'orde d'esperar el seu nomenament com a bisbe per consagrar la nova església de Sant Joan, acabada el 1578, com a cocatedral; els enfrontaments van arribar al punt que tant ell com els grans mestres tenien colles de sicaris que lluitaven els uns contra els altres. En tot cas, el bisbe sempre va intentar evitar les interferències de les autoritats de l'orde en el seu mandat.
Va introduir la Companyia de Jesús a Malta i els confià la direcció i la gestió del primer col·legi universitari de l'illa, el Collegium Melitense, a La Valetta, fundat el 12 de novembre de 1592 i dedicat als estudis de Filosofia, Teologia, Gramàtica i Humanitats, i que més tard, el 1769, després de l'expulsió dels jesuïtes de Malta, esdevindria la primera universitat maltesa. Es diu que els estudiants d'aquest liceu encara duen, a l'uniforme, l'escut d'armes dels Gargall.
Anselm M. Albareda, a Història de Montserrat, esmenta un fet relacionat amb el bisbe Gargall que il·lustra la fama que tenia de dur i autoritari. El 1584 va ordenar als seus canonges assistir a una església, i com que aquests el van desobeir, el bisbe els va portar lligats a la seva carrossa. El papa el va sancionar i li va imposar una peregrinació a Montserrat, però Gargall va demanar que se li commutés atesa la seva edat i el seu estat de salut. La pena li va ser permutada per la dedicació d'un altar i la construcció d'una nova església. El bisbe va fer una capella dedicada a la Mare de Déu de Montserrat a l'església de Sant Llorenç de La Vittoriosa, amb un quadre de la verge en què ell apareix als seus peus, i va construir l'església de Jesús de la Valetta, iniciada el 1595, que després va cedir als jesuïtes, amb una altra imatge de la Moreneta.
A la seva mort el seu cos és enterrat a l'església que va fer construir, però el seu cor, per exprés desig seu, va ser dipositat a la capella de Montserrat de l'església de Sant Llorenç. A Roma, l'església de Santa Maria de Montserrat dels Espanyols (s. XVI-XVII) va cedir una de les seves capelles, la segona a l'esquerra, a Tomàs Gargall, que la va dedicar a la Mare de Déu de Montserrat i hi va posar el seu escut.